# 二瀨站

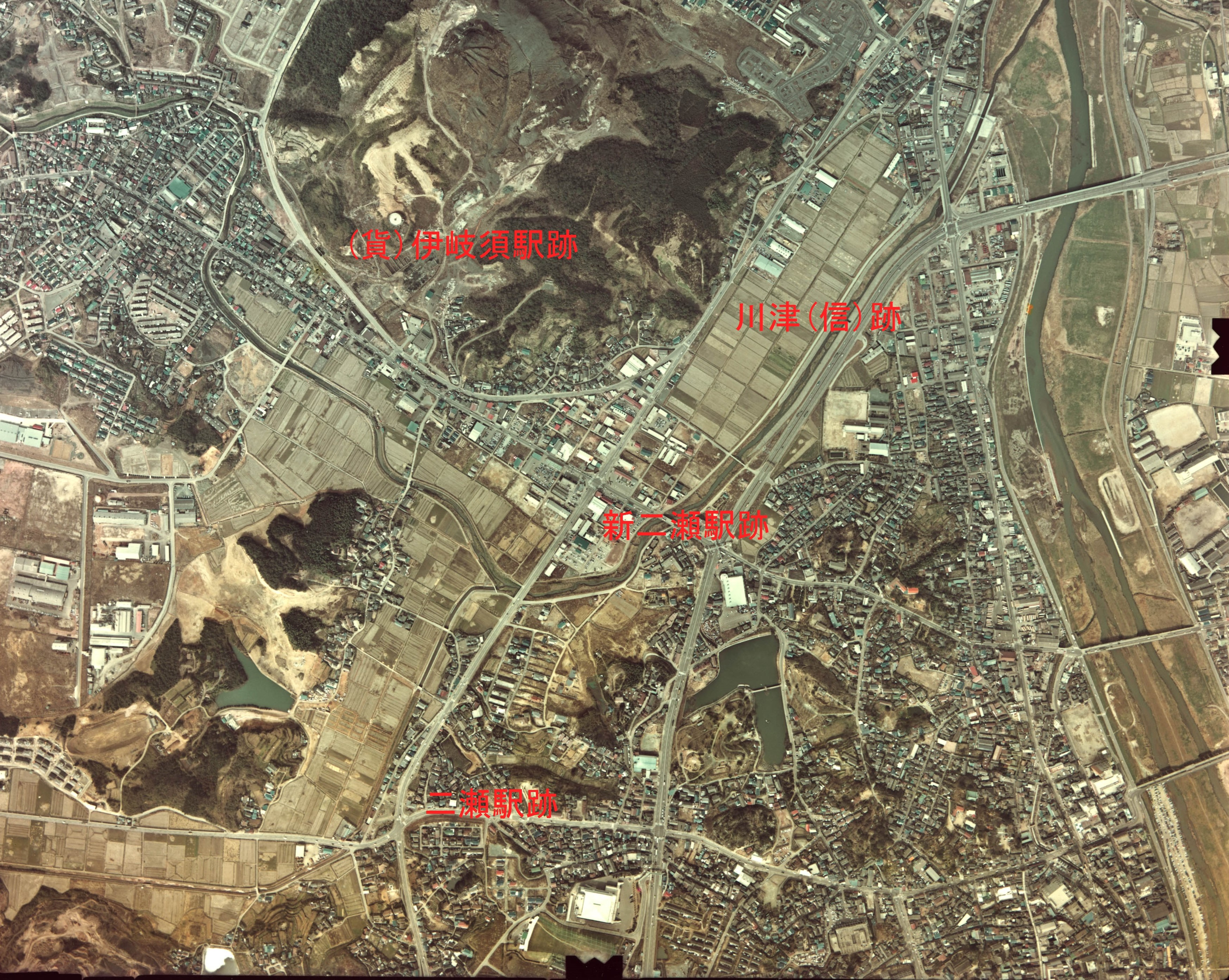
1974年二瀨站至川津信號場之間的廢線遺址。在圖中的文字左邊是二瀨站遺址。拍攝時間是廢線後五年，路軌遺址全部已經變為道路。

二瀨站（日语：／ Futase eki */?）是位於福岡縣飯塚市大字橫田，日本國有鐵道（國鐵）幸袋線的鐵路車站（廢站）。

## 歷史
- 1899年（明治32年）12月26日：官設鐵道從幸袋延伸（貨運線）至潤野站（日语：／），潤野站啟用[1]。當時為貨運車站[1]。
- 1909年（明治42年）1月1日：貨運線再延伸至枝國站[1]。
- 1913年（大正2年）11月25日：改名為二瀨站[1]。同時，幸袋至此站之間開設客運業務（成為一般車站）[1]。
- 1965年（昭和40年）10月1日：此站至（貨）枝國之間的貨運線被廢除[2]。
- 1969年（昭和44年）12月8日：幸袋線廢線，此站被廢除[3]。

## 車站構造
此站為地面車站。除了客運月台外，此站設有貨物側線。在站內北邊設有貨運線分支，連接枝國站。

## 車站周邊
- GEO 飯塚穗波店
- ENEOS 飯塚橫田SS
- Run Dream橫田店

## 現狀
車站遺址變為道路、住宅區和商店。

## 相鄰車站
日本國有鐵道（國鐵）
幸袋線
新二瀨－二瀨－（貨）枝國

## 注腳
1. 1 2 3 4 5 6 7  石野哲 (编). . JTB. 1998: 799-800. ISBN 978-4-533-02980-6 （日语）.
2. ↑  1965年（昭和40年）9月29日日本國有鐵道公示第570號
3. ↑  1969年（昭和44年）12月6日日本国有鉄道公示第376号

## 相關項目
- 日本鐵路車站列表 Fu